# Edward Gordon Craig
Edward Henry Gordon Craig, meglio conosciuto come Gordon Craig (Stevenage, 16 gennaio 1872 – Vence, 29 luglio 1966), è stato un attore teatrale, scenografo, regista teatrale e produttore britannico.

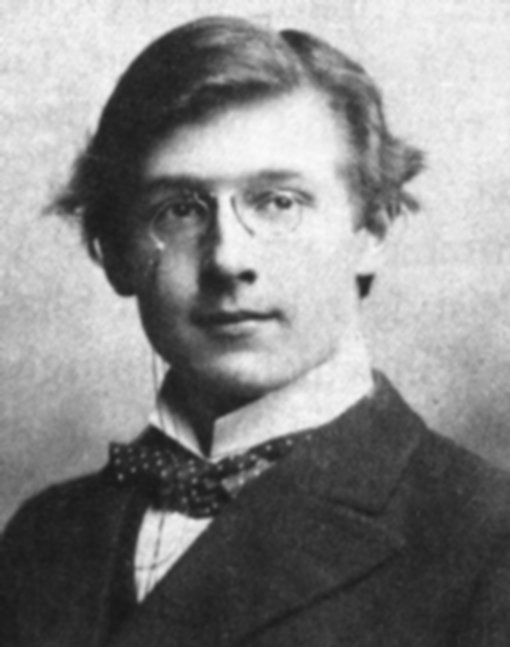
Gordon Craig

Analizzare il lavoro di Edward Gordon Craig è come esaminare la natura del teatro stesso. Fu attore, scenografo, regista, critico teatrale e teorico. Craig fu tra i primi ad asserire che il regista fosse ‘il vero artista del teatro’. Craig progettò e costruì elaborate scene simboliche. La sua famosa scenografia composta da screen (schermi astratti) per l'Amleto, a Mosca, anche se si rivelò poco pratica e necessitò di aggiustamenti tecnici, provocò un grande effetto sul pubblico. Fu anche editore e caporedattore della prima rivista internazionale di teatro, il Mask magazine.

## Biografia
Figlio illegittimo dell'architetto Edward Godwin e dell'attrice Ellen Terry, Craig nacque con il nome di Edward Godwin a Stevenage, nello Hertfordshire, in Railway Street. Fu battezzato a 16 anni, con il nome di Edward Henry Gordon. Prese il soprannome di "Craig" a 21 anni, con un atto pubblico.
All'inizio del Novecento, dopo aver lavorato in Gran Bretagna come attore, scenografo e regista, incontrò Isadora Duncan.
L'amicizia con la danzatrice gli permise di viaggiare per tutta Europa, di conoscere, a Berlino, la grande attrice Eleonora Duse. A Firenze, nel 1906, progettò le scenografie di un dramma di Ibsen al Teatro della Pergola, in cui primeggiava la stessa Duse.
Di questa messa in scena, che è rimasta nella storia, ci è rimasta la testimonianza di Guido Noccioli, attore della compagnia:
Corradini descrisse così la scena:
Nel 1907 si trasferì a Firenze, dove cominciò a elaborare la sua concezione di scenografia, che doveva essere mobile, tridimensionale e formata da screen (schermi astratti). Suggerì persino l'idea controversa di sostituire gli attori con delle marionette.
Nel 1908 pubblicò i primi numeri di "The Mask", la prima rivista interamente dedicata al teatro, che continuò a essere stampata per oltre due decenni. Conobbe Stanislavskij, con cui instaurò un legame di amicizia.
Nel 1911 pubblicò "On the Art of the Theatre", e nel 1913, "Towards a New Theatre", in cui descrisse le sue teorie e la sua poetica. Più tardi ribadì alcune sue idee in Puppets and Poets (1921) e in Books and Theatres (1925).
Nel 1913 fondò la Scuola di Arte del Teatro, a Firenze.
Durante la prima guerra mondiale soggiornò nella riviera ligure dove approfittò dell'isolamento per scrivere testi teatrali per marionette, contribuire alla redazione della sua rivista, e diversi altri scritti. Negli ultimi anni ricevette spesso la visita di personaggi come Jean-Louis Barrault, Laurence Olivier, Peter Brook.
Morì nel 1966 a Vence, in Francia.

## Ilteatro del divino movimento
Ispirato dalla danza di Isadora Duncan e dall'opera di François Delsarte, Craig teorizza il "nuovo teatro" o "teatro del divino movimento".
Per Craig il teatro deve diventare arte attraverso la rielaborazione dei suoi organismi parziali, cioè degli elementi che lo compongono: apparato scenico, attore e dramma. Questi devono diventare, rispettivamente, scena, azione e voce.
Craig scrive molto sulla traslazione da apparato scenico a scena: per lui il palcoscenico e la scenografia devono essere semplificati eliminando pitture e disegni e tutto ciò che ostacoli l'«avere scena».
L'attore divenuto perfettamente azione viene teorizzato come la Supermarionetta, un essere il cui corpo è totalmente schiavo della mente. Craig identifica in Henry Irving l'uomo più vicino a tale essere.
Della voce Craig scrive poco, e si limita a illustrarla come «dramma senza parole»..
"Quando ho cominciato a lavorare non esisteva una scuola di arte teatrale, nessuno mi poteva dire quello che ora io dico, e soltanto adesso dopo parecchi anni di lavoro ho colto la direzione nella quale siamo tutti avviati. Ed io ora non volgo uno sguardo retrospettivo ai Greci o ad altri nobili teatri ormai sorpassati, né vi dico di rifare quello che hanno fatto loro. Me ne infischio del passato, ma non del futuro; il respiro della bellezza passata ha la stessa pienezza della bellezza futura,ed è per raggiungere questo vecchio e nuovo ideale -forse anche per superarlo a suo tempo-che io muovo verso un nuovo teatro.

## Opere principali
- L'arte del teatro. Il mio teatro. a cura di Marotti Ferruccio, traduzione di Marotti Ferruccio, Bologna, Cue Press, 2020. ISBN 9788899737023.